# دايسوكي موراكامي
دايسوكي موراكامي (باليابانية: 村上大輔) هو متزلج على الثلوج ياباني، ولد في 18 مايو 1983 في سابورو في اليابان.

## وصلات خارجية
- دايسوكي موراكامي على موقع الاتحاد الدولي للتزلج (ركوب لوح الثلج) (الإنجليزية)
- دايسوكي موراكامي على موقع اللجنة الأولمبية الدولية (الإنجليزية)
- دايسوكي موراكامي على موقع أوليمبيديا (الإنجليزية)